# Ђанлуиђи Буфон
Ђанлуиђи „Ђиђи” Буфон (итал. Gianluigi Buffon, Карара, 28. јануара 1978) бивши је италијански фудбалер који је играо на позицији голмана. Сматра се једним од највећих голмана свих времена, и један од ретких забележених играча који је уписао преко 1.100 наступа у професионалној каријери и држи рекорд по броју наступа у Серији А.  

## Клупска каријера

### Парма
За млади тим Парме је играо од 1991. године, са само 13. година. Професионалну каријеру и деби за први тим Парме забележио је 4 године касније, 19. новембра 1995. године. Те сезоне је забележио још 8 утакмица. Године 1996. је проглашен првим голманом Парме. Две сезоне касније, освојио је УЕФА куп са Пармом, а исте године освојио је и куп и суперкуп Италије. Тада је већ сматран перспективним голманом, па и није било изненађење што је 2001. године прешао у Јувентус за рекордну суму плаћену за голмана од 32 милиона фунти.

### Јувентус
Дрес најтрофејнијег италијанског клуба обукао је током лета 2001. године, а у пакету са њим из Парме је стигао и француски репрезентативац Лилијан Тирам. Званичан деби за Јувентус уследио је 18. септембра 2001. Већ прве сезоне у Јувентусу забележио је 11 наступа у Лиги шампиона. Од тада је константно први голман Јувентуса и до сада је забележио укупно 655 наступа у званичним утакмицама за торинске "црно–беле". Од тога одиграо је 124 утакмице у Лиги шампиона (2 меча у квалификацијама) 9 утакмица у Лиги Европе, 508 утакмица у Серији А, 15 утакмица у купу Италије и 8 утакмица у суперкупу Италије. Наступајући за Јувентус Буфон је освојио 10 пута титулу првака (не рачунајући две титуле одузете у афери "Калчополи"), 5 трофеја у купу и 6 трофеја у суперкупу Италије. Био је и 3 пута финалиста лиге шампиона, а једном је морао да освоји и прво место у Серији Б пошто није напустио клуб чак ни за време поменуте афере "Калчополи".

## Репрезентација
Буфон је за омладинске репрезентације Италије одиграо укупно 20 утакмица. За сениорску репрезентацију дебитовао је 1997. године и од тада је имао 176 наступа.

## Профил играча

### Стил игре и пријем
„Најбољи голман са којим сам се икада сусрео био је Буфон. Када сам био у Јувентусу, већ је било тешко прећи преко Канавара и Турама у одбрани на тренинзима. Ако бих успео да их прођем, онда бих наишао на Буфона, а било га је скоро немогуће победити!"

—Златан Ибрахимовић.
Од свог појављивања као превременог талента у његовој младости, Буфон је био познат по својим конзистентним наступима током своје каријере, и добио је похвале од менаџера, играча, као и садашњих и бивших голманских колега, за своју концентрацију и смирену присебност под притиском, као и његов радни ритам и дуговечност. Сматран једним од најбољих играча икада на својој позицији, често се сматрао архетипом модерног голмана, а многи други голмани су га касније наводили као голмана великог утицаја и свог узора. Описан је као „агилан, снажан и командујући заустављач шута, који има огромно искуство на највишем нивоу” и „успешан и поштован голман” са „одличним позиционим осећајем, храброшћу, моћи и класом”.
Буфон је хваљен због свог атлетизма, „изванредног заустављања шута”, његових акробатских скокова и брзих рефлекса, као и његове способности да произведе одлучујуће одбрамбене лопте, упркос тога што је висок, крупан и физички импозантан голман. Иако је с времена на време био критикован да није био посебно вешт у заустављању пенала, такође је доказано да је ефикасан у овој области, што показује и његов рекорд у одбрани пенала; са шеснаест одбрана, свеукупно је пети по броју заустављених пенала у историји Серије А, заједно са Ђузепом Мором.

## Трофеји

### Парма
- Куп Италије (1) : 1998/99.
- Суперкуп Италије (1) : 1999.
- УЕФА куп (1) : 1998/99.

### Јувентус
- Првенство Италије (10) : 2001/02, 2002/03, 2011/12, 2012/13, 2013/14, 2014/15, 2015/16, 2016/17, 2017/18, 2019/20.
- Серија Б (1) : 2006/07.
- Куп Италије (5) : 2014/15, 2015/16, 2016/17, 2017/18, 2020/21.
- Суперкуп Италије (6) : 2002, 2003, 2012, 2013, 2015, 2020.
- Лига шампиона : финале 2002/03, 2014/15, 2016/17.

### Пари Сен Жермен
- Првенство Француске (1) : 2018/19.
- Суперкуп Француске (1) : 2018.

### Италија
- Светско првенство (1) : 2006.
- Европско првенство до 21. године (1) : 1996.
- Медитеранске игре (1) : 1997.